# بخش رامبن
بخش رامبن (به انگلیسی: Ramban district) یک بخش در هند است که در جامو و کشمیر واقع شده‌است. بخش رامبن ۱٬۳۲۹ کیلومتر مربع مساحت و ۲۸۳٬۷۱۳ نفر جمعیت دارد.